# Oan hồn (phim 2004)
Oan hồn (tựa tiếng Anh: Spirits) là tên của một bộ phim thuộc thể loại tâm lý, kinh dị do Victor Vũ đạo diễn, được phát hành vào năm 2004. Báo chí Mỹ nói về tính Đông phương của phim này, còn Victor Vũ thú nhận chịu ảnh hưởng truyện ma kiểu truyện Liêu trai chí dị nghe kể trong gia đình.

## Tóm tắt truyện phim

Một cảnh trong phim Oan hồn.

Lộc (Tuấn Cường đóng) là một nhà văn đi tìm chỗ thanh tịnh hoang vắng để sáng tác. Lộc tìm tới một căn nhà ba gian ở nhà quê, chỉ có người con gái chủ nhà tên Hoa (Kathy Uyên đóng). Lộc hỏi thuê phòng, rồi dọn vào nhà trọ mới. Được Hoa phục vụ tận tâm, Lộc đâm ra thích thú, và thấy Hoa đúng kiểu phụ nữ lý tưởng dưới hai mắt phong kiến của mình, Lộc bắt đầu quyến rũ Hoa. Cuộc tình mới chớm nở, thì một hôm Lộc bắt gặp Hoa nằm bất tỉnh giữa sàn, mình đầy vết roi, Lộc đã chăm sóc ân cần và hôm đó Lộc đã qua đêm với Hoa. Hôm sau, bắt gặp ông Huy (Đặng Hùng Sơn đóng) - bố của Hoa lảng vảng gần nhà, Lộc tố cáo ông hành hung con gái, thì ông này kể cho Lộc về Hoa, rằng do dính vào cờ bạc mà ông đã phải gả con gái cho chủ nợ để gán nợ. Một tháng gần đây mất tích nên ông ta đi tìm con gái. Lộc tìm hiểu và phát hiện Hoa đã bị chồng đánh chết và giấu xác còn hắn ta thì bỏ chốn.
Biết mình đã làm tình với ma, Lộc hốt hoảng ngã bệnh. Cô gái trẻ đẹp tên Linh (Kathleen Lương đóng) đến săn sóc cho Lộc và mời nhiều pháp sư đến trừ khử nhưng không được. Linh yêu Lộc, nhưng vẫn có những tâm sự thầm kín không tiết lộ được. Những oan hồn rồi ra chỉ được giải thoát khi chính Lộc tìm ra lý do tại sao oan hồn cứ lẩn vẩn quanh ngôi nhà ấy.

## Diễn viên
- Tuấn Cường vai Lộc
- Kathleen Lương vai Linh
- Kathy Uyên vai Hoa
- Catherine Thúy Ái vai Bà Lan
- Đặng Hùng Sơn vai Ông Huy
- Becky B. Vũ vai Bà Kim
- Michael Minh vai Bảo

## Tại các đại hội điện ảnh
Phim được chọn tham gia tại nhiều đại hội điện ảnh (liên hoan phim) quốc tế trong đó có: Đại hội Điện ảnh Quốc tế Bangkok, Đại hội Điện ảnh Quốc tế Hawaii, Đại hội Điện ảnh Quốc tế Singapore, Đại hội Điện ảnh Quốc tế Fantasia tại Montréal, Canada.

## Chuyện bên lề
- Truyện phim diễn ra tại làng quê Việt Nam, nhưng được quay ở sân sau một căn nhà ở Santa Ana, California. Một căn nhà ba gian kiểu miền Bắc Việt Nam được dựng trong vườn sau nhà này.
- Nhạc sĩ Christopher Wong cho tới nay đã viết nhạc phim cho cả ba cuốn phim của Victor Vũ và nhiều phim của nhiều đạo diễn người Mỹ gốc Việt khác.
- Tài tử Đặng Hùng Sơn xuất hiện trong cả ba cuốn phim của Victor Vũ: Buổi sáng đầu năm, Oan hồn và Thế giới huyền bí, Tập 1: Tình yêu bất diệt (Mysterious World, Episode 1: Love Never Dies).
- Đồng tác giả kịch bản Nguyễn Hoàng Nam là em ruột thi sĩ Nguyễn Tất Nhiên.

## Ý kiến / Phê bình
- "Oan hồn" là một cuốn phim kinh dị nhẹ nhàng, không khiến ngưới xem run sợ bởi những cảnh ghê rợn thường có trong phim ma của Mỹ, cũng không bị giật thót hoảng loạn vì tiếng động bất thình lình của máy móc trong nhà, hay phải bò xuống gầm giường xem có ma trốn ở đó không. Ngược lại, phim "Oan hồn" giữ nhiều nét dân dã Việt Nam. Nó diễn đạt được một số nét văn hóa, phong tục cổ xưa của người Việt. Đạo diễn Victor Vũ lột tả "Oan hồn" qua ba chuyện ma khác nhau, trong cùng một bối cảnh (3 chuyện ma độc lập, nhưng vẫn có sự gắn kết với tổng thể vì nó thể hiện những khoảng thời gian và không gian sống khác nhau của nhân vật chính - nhà văn Lộc) để đưa đến một đoạn kết sâu xa: biểu tượng của nhân quả từ đời đời kiếp kiếp mà con người chúng ta sớm muộn sẽ phải trả. Theo Victor Vũ: "Chuyện ma Việt Nam không chỉ làm người ta sợ, mà còn gây xúc cảm và tạo một lối nhìn về triết học và tâm linh cho cuộc sống… Tôi muốn thực hiện một phim ma với những chuyện ma hoàn toàn Việt Nam, một cuốn phim hồi hộp và hấp dẫn như những chuyện ma được truyền khẩu từ thế hệ này qua thế hệ khác của người Việt chúng ta!" - Vân Trinh, Người Viễn Xứ 21/04/2005 Lưu trữ ngày 1 tháng 5 năm 2007 tại Wayback Machine